# Silvascincus
Silvascincus — рід сцинкоподібних ящірок родини сцинкових (Scincidae). Представники цього роду є ендеміками Австралії.

## Види
Рід Silvascincus нараховує 2 види:
- Silvascincus murrayi (Boulenger, 1887)
- Silvascincus tryoni (Longman, 1918)

## Етимологія
Наукова назва роду Silvascincus походить від сполучення слів лат. silva — ліс і scincus — ящірка, сцинк.